# Isaac-Ami Bordier-Marcet
Pour les articles homonymes, voir Bordier et Marcet.
 (octobre 2024).
Isaac-Ami Bordier-Marcet, né en 1768 à Genève et mort en 1835, est un ingénieur, industriel et inventeur suisse.

## Biographie

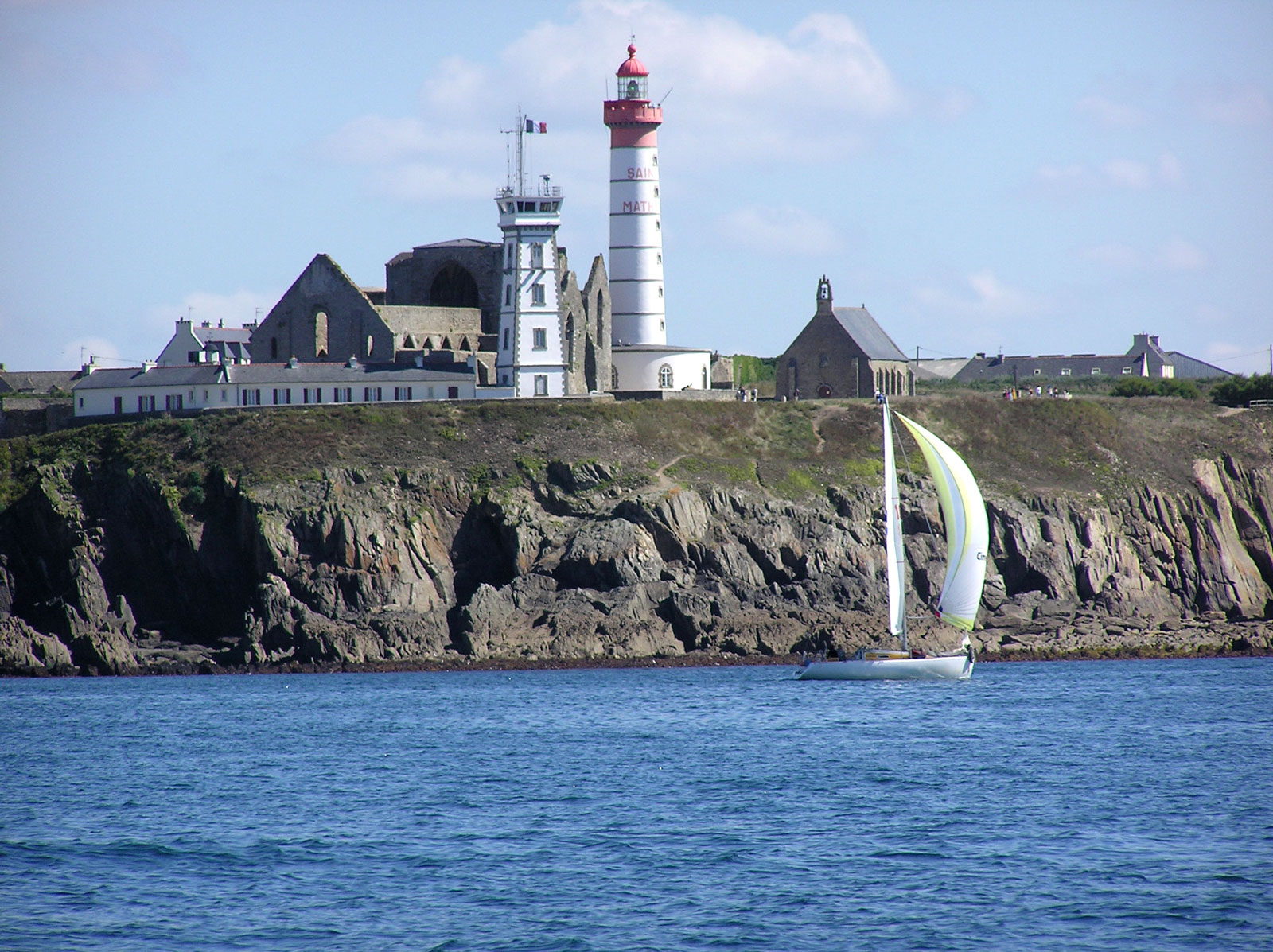
La Pointe Saint-Mathieu, avec son sémaphore, son phare et les ruines de l'abbaye.

Issu d'une famille de commerçants et banquiers genevois, Isaac Bordier-Marcet fut l'élève, puis le successeur d'Ami Argand, dont il était aussi le cousin par alliance. Il s'est illustré dans le perfectionnement des lampes à huile à réflecteurs paraboliques, aussi bien à usage domestique que dans l'application à l'éclairage urbain et aux phares maritimes.
Sa « lampe astrale », à réservoir circulaire entourant le brûleur, brevetée en France en 1809-1810, fait date dans l'histoire de l'éclairage : si la puissance demeure assez faible, du moins, l'ombre du réservoir latéral disparaît. Sa lampe, qui annonce la lampe « sinombre » des années suivantes, est élégante et peut se voir couronnée d'un globe supporté par le réservoir. Il en existe des versions de luxe, avec un pied réalisé en diverses matières nobles.
Il participe également largement au développement de l'éclairage urbain à Paris vers 1810, imposant un type de candélabre à réflecteur de sa conception.
Dans le domaine des phares maritimes, il réalise l'appareil d'éclairage, composé de six réflecteurs, du phare du plateau du Four, à l'entrée de la Loire, en 1819. Il conçoit également, en 1835, l'appareil d'éclairage à huit réflecteurs tournants du phare de la pointe Saint-Mathieu.

### Publications
- La parabole soumise à l'art ou essai sur la catoprique de l'éclairage, descriptif des nouvelles combinaisons et propriétés de la parabole, appliquées au système économique d'éclairage, à grands effets de lumière, Paris, Veuve Cussac, 1819
- Brochure sur l'aréomètre centigrade, l'alambic ambulant et le plastron nautique
- Mémoire sur les fanaux à l'usage de la navigation côtière